# Arcazia
Arcazia (in greco antico: Ἀρκαθίας?, Arkathías; ... – 86 a.C. circa) è stato un principe macedone antico di stirpe persiana e greco-macedone, figlio di Mitridate VI e Laodice.
Fu attivo durante la prima guerra mitridatica contro Silla, a capo di un contingente bellico di circa 10 000 cavalieri dall'Armenia Minore, alleandosi ad Archelao e Neottolemo, generali al servizio del padre Mitridate VI, e a Dorilao e Cratero.
Secondo Strabone prese parte attiva nella battaglia del fiume Amnia nella Paflagonia (odierno fiume Gök in Turchia), in cui Nicomede IV di Bitinia venne sconfitto.
Due anni dopo, nell'anno 87 a.C., invase la Macedonia con un altro esercito alleato al generale chiamato Tassila, annientando le legioni di Senzio o in ogni caso scacciandole con successo dalla Macedonia.
Nell'86 a.C. Arcazia aveva completamente conquistato il paese e quindi iniziò la marcia contro i Romani di Silla, morendo però durante il viaggio, presso Tideo (o Potidea o Monte Tiseo).
Appiano di Alessandria fa cenno ad una invasione della Macedonia da parte di Arcazia; una volta conquistatala per intero e postala sotto il dominio dei satrapi, procedette verso Silla, ma si ammalò e morì presso il monte Tiseo, in Tessaglia.
Il comandante dell'esercito mandato in Macedonia viene chiamato "Ariarate" da Plutarco, il che fa supporre ad alcuni studiosi che Arcazia potrebbe essere in realtà Ariarate IX di Cappadocia.